# カンドル谷
カンドル谷（英: Candor Chasma）は、火星のマリネリス峡谷の中央部北に位置する大きな谷（カズマ地形）。南のメラス谷と北のオフィル谷に通じている。

## 地形
カンドル谷は地形的に東と西に大きく分けられる。この地形がもともとどうして形成されたのかは今だはっきりしていない。一つの説として、地溝帯のような大きな地殻変動（テクトニクス）により割れ目が広く深く広がったことが考えられる。別の説として、カルスト地形のように地下を流れる水の侵食により形成されたのではないかとの考えもある。 マーズ・リコネッサンス・オービター (MRO) は谷の内部で硫酸塩、含水硫酸塩、酸化鉄と言った過去の水の存在を示唆する物質を発見している。

## 画像

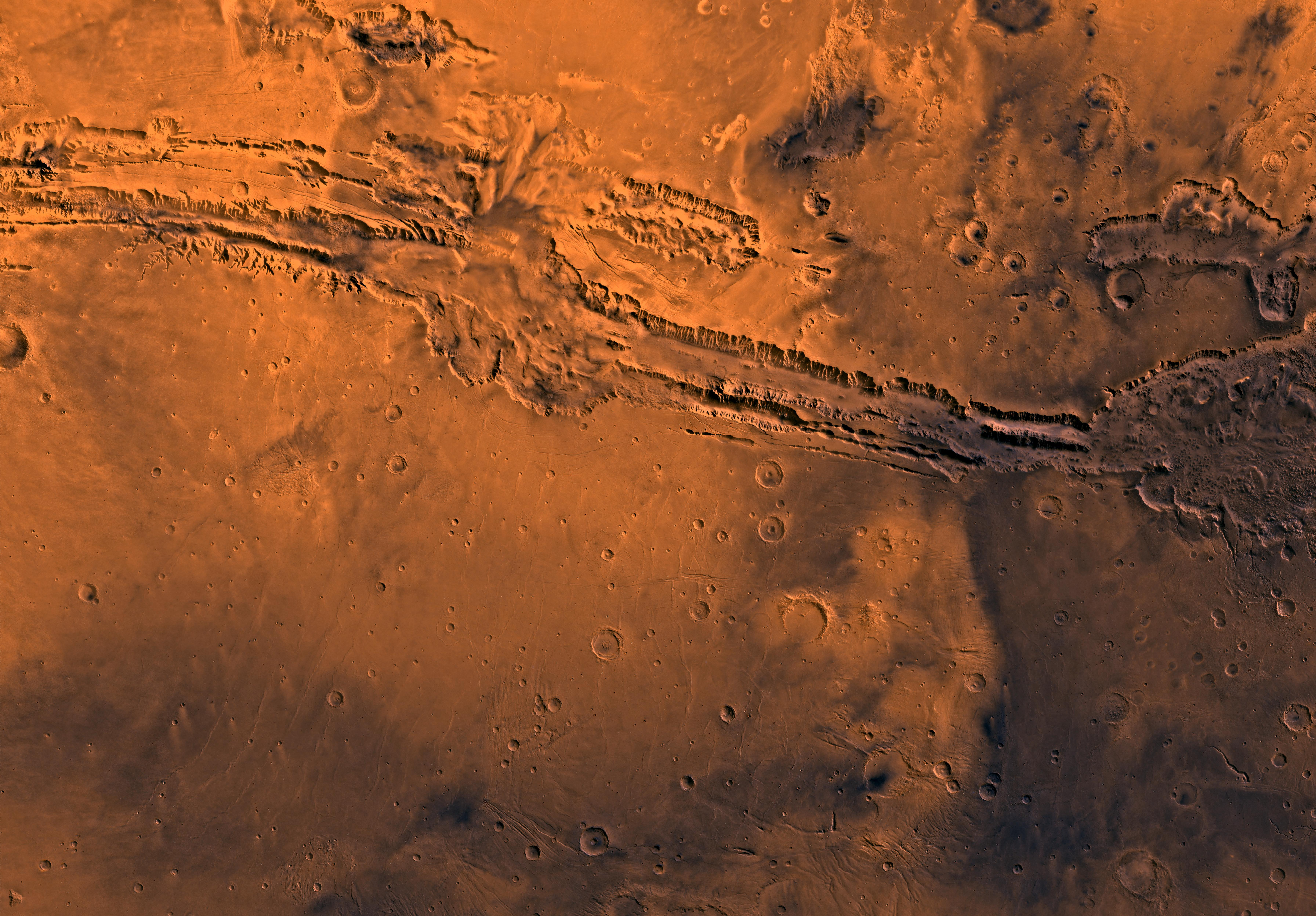
マリネリス峡谷の全体図。カンドル谷は峡谷の中央北に位置する。
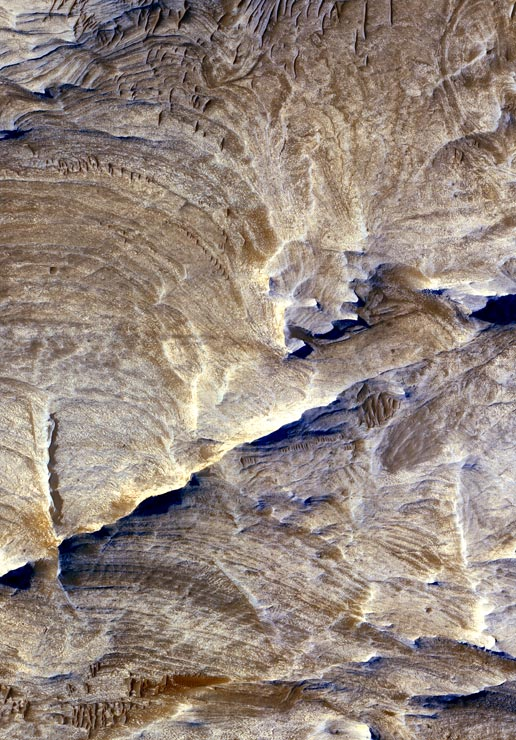
カンドル谷内部にみられる地殻変動による割れ目（MRO撮影）。
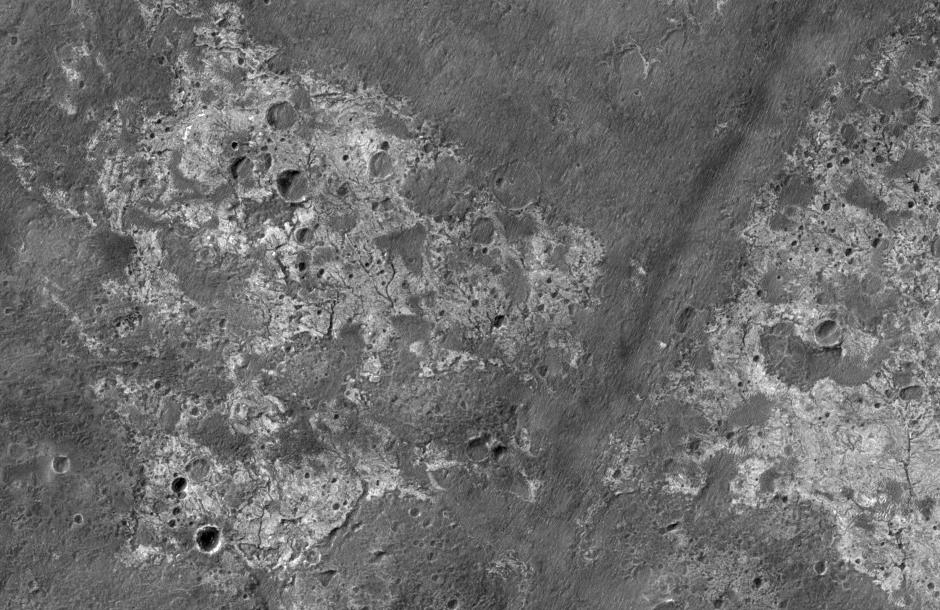
カンドル谷周辺の流路の跡（MRO撮影）。これは水の流入があった強い証拠と言える。